# Calophyllum tomentosum
Calophyllum tomentosum är en tvåhjärtbladig växtart som beskrevs av Robert Wight. Calophyllum tomentosum ingår i släktet Calophyllum och familjen Calophyllaceae. Inga underarter finns listade i Catalogue of Life.